# Hoàng Long, Diên An
Hoàng Long (tiếng Trung: 黃龍縣, Hán Việt: Hoàng Long huyện) là một huyện thuộc địa cấp thị Diên An (延安市), tỉnh Thiểm Tây, Cộng hòa Nhân dân Trung Hoa. Huyện này có diện tích 2383 km2, dân số năm 2002 là 50.000 người. Các đơn vị hành chính thuộc huyện Hoàng Long gồm có 2 trấn (Thạch Bảo, Bạch Mã Than), 11 hương.